# Liste der Nummer-eins-Hits in Belgien (1971)
Diese Liste enthält alle Nummer-eins-Hits in Belgien im Jahr 1971. Es gab in diesem Jahr 19 Nummer-eins-Singles.
| Singles |
| --- |
| - George Harrison – My Sweet Lord - 6 Wochen (26. Dezember 1970 – 5. Februar 1971) - Gilbert O’Sullivan – Nothing Rhymed - 2 Wochen (6. Februar – 19. Februar) - Tom Jones – She’s a Lady - 1 Woche (20. Februar – 26. Februar) - Lynn Anderson – Rose Garden - 1 Woche (27. Februar – 5. März) - Middle of the Road – Chirpy Chirpy Cheep Cheep - 3 Wochen (6. März – 26. März) - Peter Maffay – Du - 4 Wochen (27. März – 23. April) - Orchestre Manuel de Falla o.l.v. Waldo de los Ríos – Mozart Symphony No. 40 in G Minor, KV 550, 1st Movement - 2 Wochen (24. April – 7. Mai) - The Sweet – Funny Funny - 2 Wochen (8. Mai – 21. Mai) - Will Tura – Zonneschijn - 3 Wochen (22. Mai – 11. Juni) - Georgie Fame & Alan Price – Rosetta - 2 Wochen (12. Juni – 25. Juni) - Peter Orloff – Ein Mädchen für immer - 1 Woche (26. Juni – 2. Juli) - Ocean – Put Your Hand in the Hand - 1 Woche (3. Juli – 9. Juli) - Michel Delpech – Pour un flirt - 7 Wochen (10. Juli – 27. August) - Peret – Borriquito - 6 Wochen (28. August – 8. Oktober) - Pop Tops – Mamy Blue - 4 Wochen (9. Oktober – 5. November) - Tony Ronald – Help (Get Me Some Help) - 1 Woche (6. November – 12. November) - Middle of the Road – Soley Soley - 3 Wochen (13. November – 3. Dezember) - Redbone – The Witch Queen of New Orleans - 3 Wochen (4. Dezember – 24. Dezember) - Tony Christie – Is This the Way to Amarillo? - 2 Wochen (25. Dezember 1971 – 7. Januar 1972) |